# Ignaz Straube
Ignaz Straube nebo též Ignác Straube (1817, Schönau – 13. září 1858, Severní Atlantik) byl německý baptistický misionář, který působil v oblasti Kladska.
Narodil se v Šonově u Landeku v Pruském slezsku. V mládí byl horlivým katolíkem. Přišel však do styku s baptistickým sborem v Oldenburku, kde se seznámil s průkopníkem baptismu v Německu Gerhardem Onckenem. Na jeho doporučení odešel do Hamburku a tam se 10. května 1843 nechal pokřtít křtem na vyznání víry. Roku 1846 se stal baptistickým misionářem pro svou rodnou oblast Kladska. Byl kazatelem ve Voigtsdorfu, Vratislavi a Lübecku. Roku 1847 pokřtil Magnuse Knappeho, pozdějšího průkopníka baptismu na Broumovsku v Čechách. Roku 1858 se plavil parní lodí Austria do Ameriky, aby navštívil své příbuzné. Loď však kvůli požáru 13. září ztroskotala a Straube spolu s dalšími 448 cestujícími na moři zahynul.